# Hab’ Sonne im Herzen
Hab’ Sonne im Herzen ist ein deutscher Spielfilm des 65-jährigen Regie-Veterans Erich Waschneck, der hier seine letzte Inszenierung vorlegte. Die Hauptrollen spielen Carl Wery und Liselotte Pulver.

## Handlung
Die Geschichte spielt in den malerischen Alpen im Salzburger Land. Dort, an einem Bergsee, hat sich der alte, reiche Grummel in seinem Landhaus zur Ruhe gesetzt und will eigentlich auch nur noch in Frieden und Abgeschiedenheit leben. Bald ist es mit der ersehnten Ruhe vorbei, denn in unmittelbarer Nachbarschaft wird in einem leerstehenden Haus ein Heim für wenig begüterte Ferienkinder eröffnet, das die lebensfrohe und optimistische Lehrerin Fräulein Helm leitet. Da Kinder nun einmal laut und ungestüm sind, während der alte Grummel sich ganz seinem Garten und den Bäumen widmen möchte, kommt es zwangsläufig zu lautstarken Konflikten, zumal die übermütigen Kinder keine Gelegenheit auslassen, Grummel ein paar Streiche zu spielen. Grummel ist zornesrot und wehrt sich jedes Mal erbittert gegen jede neue Unruhe, die sein Leben erfasst hat, jedoch ohne Erfolg.
Das gespannte Verhältnis ändert sich erst, als eines Tages der Anführer der Jungs auf Grummels Apfelbaum klettert, um seine Früchte zu stehlen, und dabei herunterfällt. Die Folge ist ein gebrochenes Bein. Der Alte kommt hinzu, holt den Obstdieb in sein Haus und pflegt den Racker mit viel Hingabe wieder gesund. Das Eis zwischen den beiden Parteien ist gebrochen, und der grummelnde, alte Eremit und die Rasselbande Fräulein Helms nähern sich allmählich an. Als der Alte schließlich unerwartet stirbt, ist aus dem einst gestörten Verhältnis eine richtige Freundschaft geworden. Am Grab Grummels kommen die Kinder zusammen und betrauern den Tod des Alten. Fräulein Helm aber, die zu Beginn ebenfalls mit Grummel über Kreuz lag, wird Erbin seines Grundstücks und kann nun ihr Kinderheim ausweiten.

## Produktionsnotizen
Die Dreharbeiten fanden 1952 im Filmatelier Göttingen und im oberösterreichischen St. Gilgen am Wolfgangsee (Außenaufnahmen) statt. Der Film wurde am 20. Februar 1953 in Köln und München uraufgeführt, die Berliner Premiere war am 13. März desselben Jahres.
Ernst Hasselbach hatte die Herstellungsleitung, Dieter Wehrand die Produktionsleitung. Gabriel Pellon und Sepp Rothauer gestalteten die Filmbauten. Es singen die Schöneberger Sängerknaben. Viktor de Kowa spricht aus dem Off den Kommentar.

## Wissenswertes
Co-Autor Walter Lieck war zum Zeitpunkt der Dreharbeiten bereits acht Jahre tot.
Bei den Kindern Urs Hess und Migg Hess handelte es sich um zwei Söhne des bereits 1945 verstorbenen Schweizer Schauspielers Emil Hess.

## Kritiken
Im Spiegel ist zu lesen: „Breit ausgesponnene, aufdringlich gefärbte, doch vielerorts gern abgenommene Gemütskonfektion.“
Im Lexikon des Internationalen Films heißt es: „Die künstlerischen Mängel und die Rührseligkeit des Films werden teilweise durch die Herzlichkeit und das natürliche Spiel der Kinder aufgewogen.“